# آرثر فوستر
آرثر فوستر (بالإنجليزية: Arthur Foster)‏ (1 يناير 1869 في المملكة المتحدة - ) هو لاعب كرة قدم بريطاني (وحمل سابقاً جنسية المملكة المتحدة لبريطانيا العظمى وأيرلندا) في مركز الدفاع. لعب مع ستوك سيتي ونادي أوزورتي تاون ‏ وHanley Town F.C. ‏.